# Öresundsgymnasiet
Öresundsgymnasiet är en gymnasieskola i Landskrona som grundades 2017 genom sammanslagning av Allvar Gullstrandsgymnasiet och Selma Lagerlöfgymnasiet.
Hösten 2022 flyttade skolan till nyrenoverade lokaler i en byggnad som uppfördes 1905 och ritades av arkitekt Axel Stenberg åt Landskrona högre allmänna läroverk, senare Dammhagsskolan
Öresundsgymnasiet erbjuder följande yrkesprogram:
- Barn- och fritidsprogrammet
- Bygg- och anläggningsprogrammet
- El- och energiprogrammet
- Vård- och omsorgsprogrammet

Samt de högskoleförberedande programmen:
- Ekonomiprogrammet
- Naturvetenskapsprogrammet
- Samhällsvetenskapsprogrammet

För elever som vill kombinera studierna med idrott har skolan en  nationell godkänd idrottsutbildning i fotboll och golf och en lokal utbildning i innebandy. Elever på Öresundsgymnasiet har även möjlighet att kombinera sina studier med en idrottsspecialisering vilket ger möjlighet att kombinera vilken sport som helst med gymnasiestudier.
Öresundsgymnasiet är en av få gymnasieskolor som erbjuder gratis frukost till elever, konceptet kallas för pedagogisk frukost och är en del av det hälsofrämjande arbetet på gymnasieskolan.
Öresundsgymnasiet har även en resursskola för elever med autismspektrumdiagnos och som ännu inte är behöriga till gymnasiet. Resursskolan erbjuder 12 platser i egna lokaler på skolan.